# Wattrelos
Wattrelos är en kommun i departementet Nord i regionen Hauts-de-France i norra Frankrike. Kommunen är chef-lieu över 2 kantoner som tillhör arrondissementet Lille. År 2022 hade Wattrelos 40 881 invånare.

## Befolkningsutveckling
Antalet invånare i kommunen Wattrelos
| Referens: INSEE |